# Froideconche
Froideconche é uma comuna francesa na região administrativa de Borgonha-Franco-Condado, no departamento de Alto Sona. Estende-se por uma área de 16,04 km². Em 2010 a comuna tinha 2 031 habitantes (densidade: 126,6 hab./km²).